# Mingardo
Der Mingardo  ist ein Fluss in Südwestitalien. Er verläuft zumeist im Nationalpark Cilento und Vallo di Diano. Die am Fluss liegenden Gemeinden haben sich zur Comunità Montana Zona del Lambro e del Mingardo zusammengeschlossen.

## Geografie
Die Quelle des Bussento entspringt am Monte Cervati, einem 1898 m hohen Berg in der Nähe von Rofrano in der Provinz Salerno (Kampanien). Im weiteren Verlauf fließt er hauptsächlich in südlicher Richtung vorbei am westlich gelegenen Alfano, um dann in südlicher Richtung  weiter zu fließen. Bei San Severino hat er einen tiefen Schnitt in die Felsen eingegraben. Der weitere Verlauf ist in einem engen Tal, bis er bei Palinuro in das Tyrrhenische Meer fließt.

## Hydrologie
Das Wasser des Mingardo kommt hauptsächlich aus der Quelle und kleineren Zuläufen. 